# Olympia Theatre (Dublin)
Het Olympia Theater is een concertzaal en theaterlocatie in Dublin, Ierland, gelegen in de Dame Street.
Vele internationale artiesten, zoals Dua Lipa, Adele, Charlie Chaplin, Billy Connolly, David Bowie, Laurel en Hardy, The Script, Radiohead speelden al op het poppodium.